# Washington Hilton
El Washington Hilton es un hotel en Washington D. C. (Estados Unidos). Está ubicado en 1919 Connecticut Avenue, NW, aproximadamente en los límites de los vecindarios de Kalorama, Dupont Circle y Adams Morgan.

## Descripción e historia
El Washington Hilton, ubicado en el antiguo emplazamiento de la finca Oak Lawn, fue diseñado por el arquitecto William B. Tabler y desarrollado por Uris Buildings Corporation. La inauguración fue el 25 de junio de 1962 y el hotel abrió oficialmente tres años después, el 25 de marzo de 1965 La estructura presenta un distintivo diseño de doble arco. Durante mucho tiempo tuvo el salón de baile de hotel sin columnas más grande de la ciudad. Ha albergado eventos como la Asociación de Corresponsales de la Casa Blanca, la Asociación de Corresponsales de la Casa Blanca y el Desayuno Nacional de Oración.
En los años 1960 y 1970 acogió una serie de grandes actos musicales para conciertos en su gran salón de baile, incluidos The Doors y Jimi Hendrix. En 1972 fue la sede de la primera Conferencia Internacional sobre Comunicaciones por Computadoras que demostró la nueva tecnología ARPANET, la precursora de Internet.
El hotel fue el sitio del intento de asesinato del presidente Ronald Reagan por John Hinckley Jr. el 30 de marzo de 1981. Este ocurrió en la salida NW de la calle T del hotel. Como resultado, los lugareños a veces se refieren coloquialmente al hotel como el "Hinckley Hilton".
Pasó a llamarse Hilton Washington en 1998. Fue comprado en junio de 2007 por una firma de inversión de propiedad conjunta del baloncestista Magic Johnson. Entre 2009 y 2010 se sometió a una renovación de 150 millones de dólares. Cuando se completó, retomó su nombre original.